# لا ألديويلا
بلدية لا ألديويلا (بالإسبانية: La Aldehuela) هي بلدية تقع في مقاطعة آبلة التابعة لمنطقة قشتالة وليون وسط إسبانيا.

## الديموغرافيا
يبلغ عدد سكان بلدية لا ألديويلا 200 نسمة عام 2011 (وفقاً للمعهد الوطني للإحصاء الإسباني).
| 291 | 286 | 262 | 233 | 208 | 210 | 200 |